# Never Going Home
Singles de Kungs
Dopamine
(2020)
Never Going Home est une chanson de Kungs, co-écrite par Martin Solveig et co-produite par Boys Noize sortie en 2021. C'est Martin Solveig qui chante sur ce titre. Celui-ci connaît le succès dans les charts français et belges. Ce titre s'appuie sur un sample du morceau Idol de Mind Enterprises sorti en 2017.

## Clip vidéo
Le clip vidéo sort le 27 mai 2021 et a été tourné au Cercle des nageurs de Marseille. Il met en scène des personnes issues de plusieurs générations se laissant entrainer par la musique. Le nageur français Florent Manaudou et la nageuse danoise Pernille Blume y font notamment une apparition. 

## Classements hebdomadaires
| Classements                             | Meilleure place |
| --------------------------------------- | --------------- |
| Allemagne (GfK Entertainment)           | 47              |
| Biélorussie (Unistar Radio Top 20)      | 18              |
| CEI (Tophit)                            | 6               |
| Belgique (Flandre Ultratop 50 Singles)  | 5               |
| Belgique (Wallonie Ultratop 50 Singles) | 1               |
| Croatie (ARC 100)                       | 9               |
| Estonie (Radiomonitor)                  | 9               |
| France (SNEP)                           | 5               |
| France (Digital Songs)                  | 1               |
| Hongrie (Single Top 40)                 | 9               |
| Hongrie (Rádiós Top 40)                 | 14              |
| Hongrie (Single Top 40)                 | 3               |
| Hongrie (Stream Top 40)                 | 23              |
| Italie (FIMI)                           | 13              |
| Lettonie (European Hit Radio Top 40)    | 3               |
| Pays-Bas (Nederlandse Top 40)           | 8               |
| Pays-Bas (Single Top 100)               | 20              |
| Pologne (ZPAV)                          | 3               |
| Russie (Tophit)                         | 4               |
| Roumanie (Airplay 100)                  | 61              |
| Saint-Marin (San Marino RTV)            | 1               |
| Serbie (Radiomonitor)                   | 13              |
| Slovaquie (Rádio Top 100)               | 81              |
| Suisse (Schweizer Hitparade)            | 16              |